# Зайцево (Дружногорское городское поселение)
За́йцево (фин. Jänikselä) — деревня в Гатчинском муниципальном округе Ленинградской области.

## История
ЗАЙЦОВА — деревня принадлежит графу Васильчикову, гвардии штабс-ротмистру, число жителей по ревизии: 46 м. п., 55 ж. п. (1838 год)

На этнографической карте Санкт-Петербургской губернии П. И. Кёппена 1849 года она обозначена как деревня «Jänixelä», расположенная в ареале расселения савакотов. В пояснительном тексте к этнографической карте она записана как деревня Jänixelä (Зайцова), финское население которой по состоянию на 1848 год составляли савакоты — 7 м. п., 5 ж. п., всего 12 человек, а также присутствовало русское население, количество которого не указано.

ЗАЙЦЕВА — деревня князя Васильчикова, по просёлочной дороге, число дворов — 17, число душ — 50 м. п.(1856 год)

ЗАЙЦЕВО — деревня владельческая при колодце, число дворов — 18, число жителей: 49 м. п., 56 ж. п. (1862 год)

В конце XIX — начале XX века деревня административно относилась к Рождественской волости 2-го стана Царскосельского уезда Санкт-Петербургской губернии. Население деревни было смешанным — финско-русским.
Согласно данным переписи населения СССР 1926 года в деревне Зайцево Островского сельсовета Рождественской волости Троцкого уезда проживали 218 человек, большинство русские, а также финны, эстонцы, латыши и поляки. В 1928 году население деревни также составляло 218 человек.

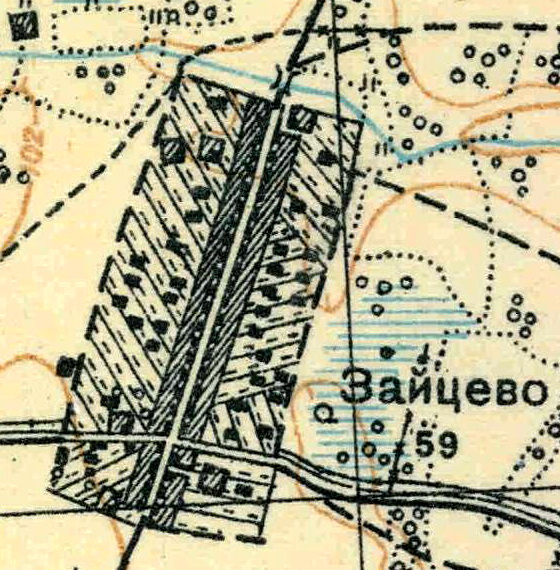
План деревни Зайцево. 1931 год

Согласно топографической карте 1931 года деревня насчитывала 59 дворов.
По административным данным 1933 года деревня Зайцево входила в состав Орлинского сельсовета Красногвардейского района.
C 1 августа 1941 года находилась в оккупации. Деревня была освобождена от немецко-фашистских оккупантов 31 января 1944 года.
В 1958 году население деревни составляло 146 человек.
По данным 1966, 1973 и 1990 годов деревня Зайцево входила в состав Орлинского сельсовета Гатчинского района.
В 1997 году в деревне проживали 38 человек, в 2002 году — 57 человек (русские — 98%), в 2007 году — 55.

## География
Деревня расположена в юго-западной части района на автодороге 41К-495 (Лампово — Остров).
Расстояние до административного центра поселения, посёлка городского типа Дружная Горка — 7 км.
Расстояние до ближайшей железнодорожной станции Строганово — 1 км. Деревня находится к востоку от неё.

## Демография
| 1862 | 2007 | 2010 | 2017 |
| ---- | ---- | ---- | ---- |
| 105  | ↘55  | ↘21  | ↗46  |

### Национальный состав
Согласно данным Всероссийской переписи населения 2021 года в деревне проживали 89 человек, из них:
 русские — 60, остальные национальность не указали.

## Улицы
Центральная.

## Садоводства
Зайцево.